# Augustin Meier
Augustin Meier (9. května 1915 Žďár nad Metují (bývalý Žďár, polit. okres Broumov) – 21. května 1944 Lamanšský průliv (nezvěstný)) byl československý zahraniční voják, letec RAF padlý v boji.

## Život

### Do vstupu do zahraniční armády
Narodil se ve Žďáru nad Metují, který tehdy patřil do politického okresu Broumov, v rodině zedníka Augustina Meiera (??–1928) a jeho manželky Kateřiny, rozené Hornychové (??–1918). Matka mu zemřela, když mu byly tři roky, otec o deset let později.
Vychodil pět tříd základní a tři třídy měšťanské školy. Poté se vyučil zámečníkem. V rámci akce 1000 pilotů složil 6. září 1936 v Hradci Králové zkoušky pilotní způsobilosti. V roce 1936 byl povolán do základní vojenské služby (v té době dvouletá). Po jejím ukončení zůstal v armádě, absolvoval poddůstojnickou školu a pilotní výcvik, dosáhl hodnosti desátníka. V době mnichovské dohody a vzniku samostatného Slovenského státu sloužil u leteckého pluku na slovenském letišti Vajnory. Odtud byl propuštěn a vrátil se domů.

### V zahraniční armádě
V září 1939 překročil hranice do Polska, kde byl zařazen do československé vojenské skupiny. Když Německo napadlo 1. září 1939 Polsko, ustupoval s československým legionem a 19. září byl zajat sovětskými orgány. Následně pobýval v internačních táborech, které mohl opustit až 16. února 1941, aby odcestoval do Oděsy a odtud do Istanbulu. Po složité plavbě okolo Afriky se dostal do Skotska a 25. července 1941 byl přijat do Royal Air Force a do února 1943 proběhl jeho výcvik stíhače. (Podle databáze Vojenského historického archivu byl do zahraničního vojska odveden 26. 2. 1942.)
V únoru 1943 byl nejprve zařazen k 312., krátce nato k 310. československé stíhací peruti. Dosáhl hodnosti rotného a 20. dubna 1944 obdržel československou medaili Za chrabrost.

### Bojové akce a smrt

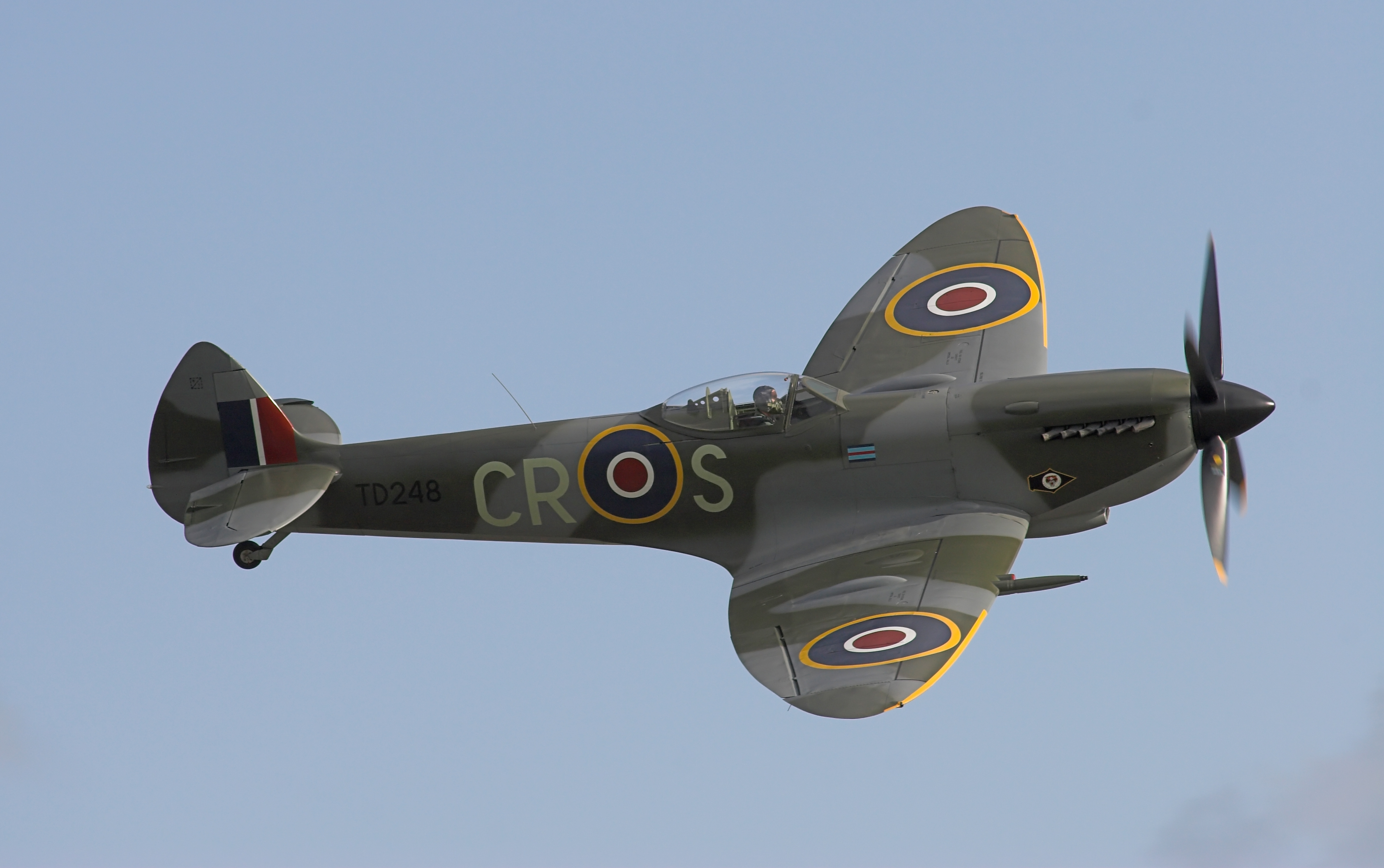
Spitfire Mk XVI NR

Augustin Meier byl nasazován do bojových akcí jako doprovod bombardérů a k hlídkové činnosti a do února 1944 odlétal 100 operačních hodin. Již 28. dubna 1943 se Augustinu Meierovi podařilo uniknout protiletadlové palbě námořního konvoje s poškozeným letadlem.
Dne 25. května 1944 zaútočil modrý roj 310. československé stíhací perutě, vedený Václavem Vrbou, na vodojem jižně od Saint-Lô. Při návratu napadl u Grandcamp-Maisy skupinu německých vojáků. Spitfire, který pilotoval Augustin Meier byl zasažen flakem a pilot se bez úspěchu pokusil o nouzové přistání na mořskou hladinu. I když ostatní členové roje kroužili nad místem pokusu o přistání pět minut, nenalezli žádnou známku toho, že by pilot přežil.

### Soukromý život
Dne 23. října 1943 se oženil s Elisie Faith Roberts, zbývalo mu necelých sedm měsíců života. V dokumentech je manželka označována hodností L.A.C.W. (Leading Aircraftwoman) u ženských pomocných leteckých sborů (Women's Auxiliary Air Force, zkráceně W. A. A. F.). Manželka na přelomu let 1945 a 1946 krátce pobývala ve Žďáru nad Metují v rodné chalupě Augustina Meiera (kde žila i jeho sestra). Brzy se s dcerou Faith Kris. Meierovou vrátila do Spojeného království.

## Posmrtná ocenění
- Jeho jméno je uvedeno v Památníku leteckých sil (Air Forces Memorial) v Runnymede mezi jmény příslušníků letectva Commonwealthu, kteří padli za 2. sv. války a nemají známý hrob. (Z 20 456 jmen je 145 Čechoslováků).[10]
- Nositel  Československé medaile Za chrabrost před nepřítelem a  Čs. válečného kříže (1946, in memoriam)[5]
- Roku 1991 mimořádně povýšen do hodnosti podplukovníka letectva in memoriam
- Jméno Augustina Meiera je uvedeno na památníku padlých před školou v rodném Žďáru[11]